# Igor Vučković
Igor Vučković (* 20. April 1998 in Wien) ist ein österreichischer Handballspieler.

## Karriere
Vučković begann in seiner Jugend beim Handballclub Fivers Margareten Handball zu spielen. Für die Wiener lief er später auch in der zweiten Mannschaft auf welche an der HLA Challenge teilnimmt. 2019/20 lief der Rückraumspieler für den UHC Hollabrunn auf. Zur Saison 2020/21 wechselte Vučković zum UHK Krems in die Handball Liga Austria. Im folgenden Jahr spielte er beim TV 08 Willstätt und damit erstmals in einer Liga außerhalb Österreichs. 2023/24 wurde Vučković erneut vom UHC Hollabrunn verpflichtet, der mittlerweile in die erste Liga aufgestiegen war. 2024/25 läuft er für WAT Atzgersdorf in der HLA Challenge auf.

## Saisonbilanzen

### HLA Meisterliga
| Saison    | Verein                         | Spielklasse     | Spiele | Tore | 7-Meter     | Feldtore |
| --------- | ------------------------------ | --------------- | ------ | ---- | ----------- | -------- |
| 2018/19   | Handballclub Fivers Margareten | HLA Meisterliga | 01     | 0    | 0/0         | 0        |
| 2020/21   | UHK Krems                      | HLA Meisterliga | 017    | 03   | 0/0         | 03       |
| 2021/22   | UHK Krems                      | HLA Meisterliga | 03     | 0    | 0/0         | 0        |
| 2023/24   | UHC Hollabrunn                 | HLA Meisterliga | 028    | 06   | 1/1         | 05       |
| 2018–2024 | gesamt                         | HLA Meisterliga | 049    | 09   | 1/1 (100 %) | 08       |

### HLA Challenge
| 2016/17   | Handballclub Fivers Margareten                                  | HLA Challenge                                                   | 023                                                             | 052                                                             | 0/0                                                             | 052                                                             |                                                                 |                                                                 |                                                                 |                                                                 |
| 2017/18   | Handballclub Fivers Margareten                                  | HLA Challenge                                                   | 023                                                             | 063                                                             | 0/0                                                             | 063                                                             |                                                                 |                                                                 |                                                                 |                                                                 |
| 2018/19   | Handballclub Fivers Margareten                                  | HLA Challenge                                                   | 021                                                             | 033                                                             | 2/3                                                             | 031                                                             |                                                                 |                                                                 |                                                                 |                                                                 |
| 2019/20   | Saison aufgrund der COVID-19-Pandemie in Österreich abgebrochen | Saison aufgrund der COVID-19-Pandemie in Österreich abgebrochen | Saison aufgrund der COVID-19-Pandemie in Österreich abgebrochen | Saison aufgrund der COVID-19-Pandemie in Österreich abgebrochen | Saison aufgrund der COVID-19-Pandemie in Österreich abgebrochen | Saison aufgrund der COVID-19-Pandemie in Österreich abgebrochen | Saison aufgrund der COVID-19-Pandemie in Österreich abgebrochen | Saison aufgrund der COVID-19-Pandemie in Österreich abgebrochen | Saison aufgrund der COVID-19-Pandemie in Österreich abgebrochen | Saison aufgrund der COVID-19-Pandemie in Österreich abgebrochen |
| 2021/22   | UHK Krems                                                       | HLA Challenge                                                   | 05                                                              | 03                                                              | 0/0                                                             | 03                                                              |                                                                 |                                                                 |                                                                 |                                                                 |
| 2024/25   | WAT Atzgersdorf                                                 | HLA Challenge                                                   | 027                                                             | 023                                                             | 0/0                                                             | 023                                                             |                                                                 |                                                                 |                                                                 |                                                                 |
| 2016–2025 | gesamt                                                          | HLA Challenge                                                   | 099                                                             | 174                                                             | 2/3 (67 %)                                                      | 172                                                             |                                                                 |                                                                 |                                                                 |                                                                 |